# Pieve di San Pietro (San Piero a Sieve)

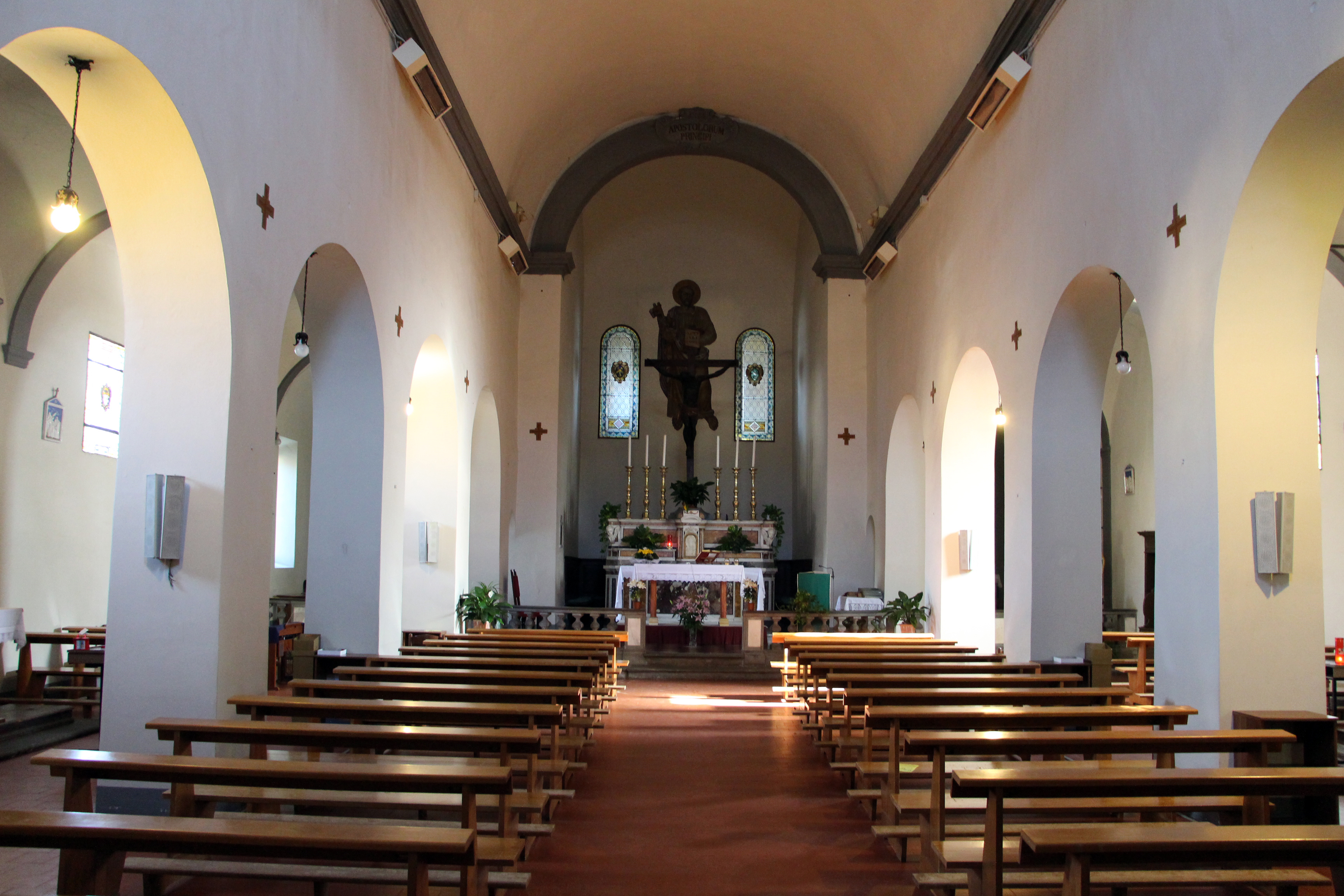
Interno

La  pieve di San Pietro è un luogo di culto cattolico che si trova nel comune di Scarperia e San Piero (Firenze).

## Storia e descrizione
Di essa si ha memoria fin dal 1018. Fu fondata dai Medici che ne divennero i patroni, dotandola di molti arredi. Fra i suoi pievani, si dice che vi fosse anche Leone X dei Medici, prima di divenire papa. Per la sua posizione lungo una direttrice stradale che collegava Firenze al Mugello costituisce un tipico esempio della stretta connessione tra l'istituzione plebana e la viabilità. A questo riguardo è significativa la presenza, presso la pieve, di un ospizio per viandanti, oggi corrispondente all'oratorio della Compagnia.
La facciata della pieve è prospiciente su una piazzetta, dove si trova la statua di san Pietro, di Girolamo Ticciati. La pieve ha tre portali d'ingresso e una reca la data del restauro del 1776; fu fatta riedificare dal pievano Leonardo di Bernardo de' Medici, vescovo di Forlì, e presenta uno stile cinquecentesco. Nel 1906 fu rifatta la torre campanaria, che ha forma quadrata, originaria del 1607.
La pieve è in filaretto, sopraelevata nella parte centrale e all'interno ha tre navate, cinque arcate a tutto sesto, sorrette da cinque pilastri quadrangolari: resta il dubbio se le arcate fossero sostenute dai pilastri o da colonne celate all'interno di essi, dato che la pieve subì dei restauri, con i quali, fra l'altro, fu rialzato il pavimento e furono costruite volte per la copertura nel XVIII secolo. Anche l'abside fu demolita e venne sostituita da una tribuna rettangolare, lasciando però tracce della vecchia costruzione, che ne fanno intuire l'antica origine.
Il fonte battesimale esagonale in terracotta invetriata con lumeggiature in giallo, è opera di Giovanni della Robbia (1518) ed è una replica a calco di quello dello stesso autore nella pieve di Galatrona. Esso reca riquadri rappresentativi della vita di san Giovanni Battista e stemmi dei Medici sugli spigoli, che ne attestano la committenza prestigiosa.
Nella pieve è conservato un crocifisso in legno sull'altare maggiore, attribuito a Raffaello da Montelupo. Nella Canonica, alla quale appartiene una grande stanza del Cinquecento, c'è un dipinto rappresentante la Madonna col Bambino, attribuito a Lorenzo di Credi ed un altorilievo in terracotta quattrocentesco, Vergine col Bambino.

## Galleria d'immagini

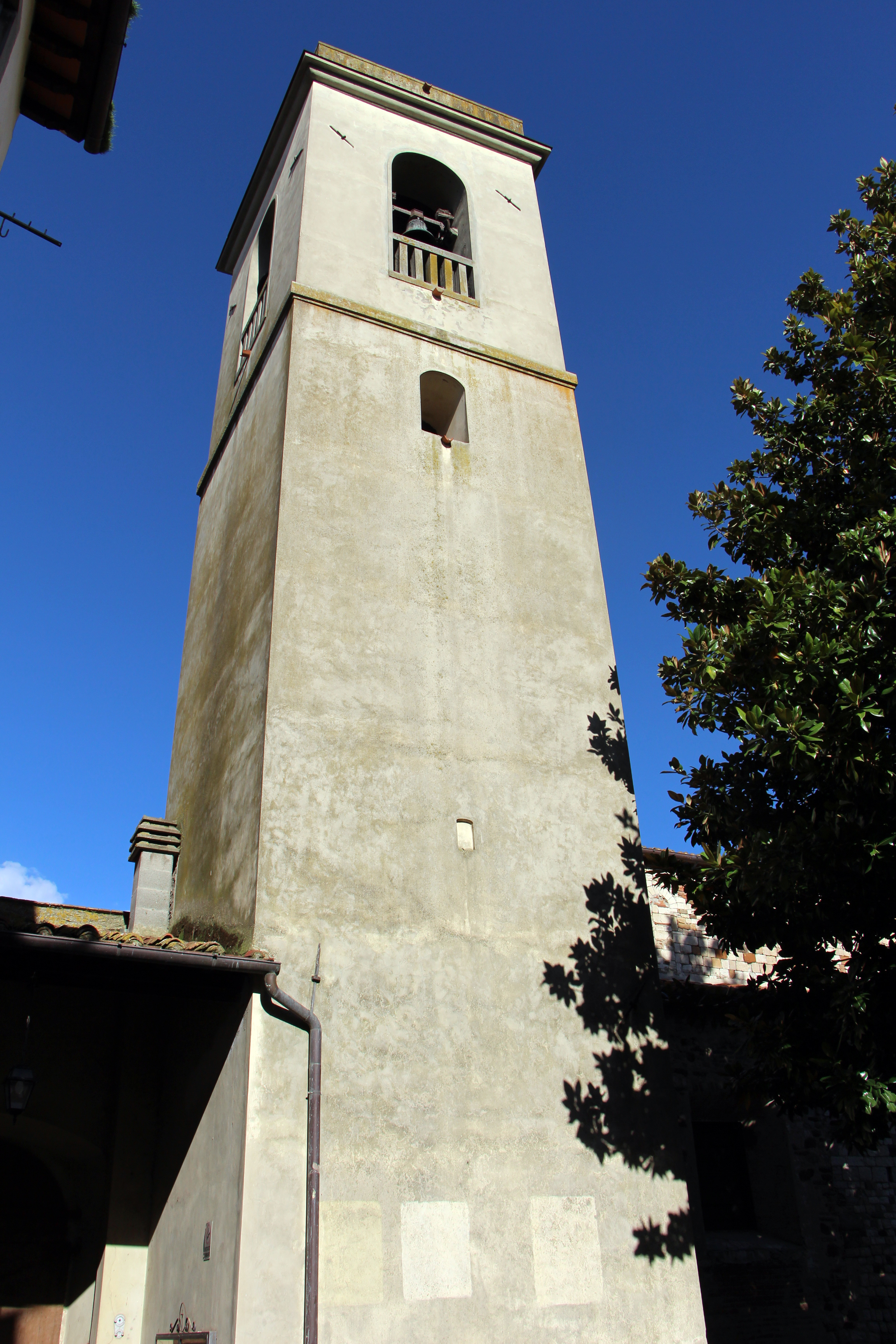
Torre campanaria
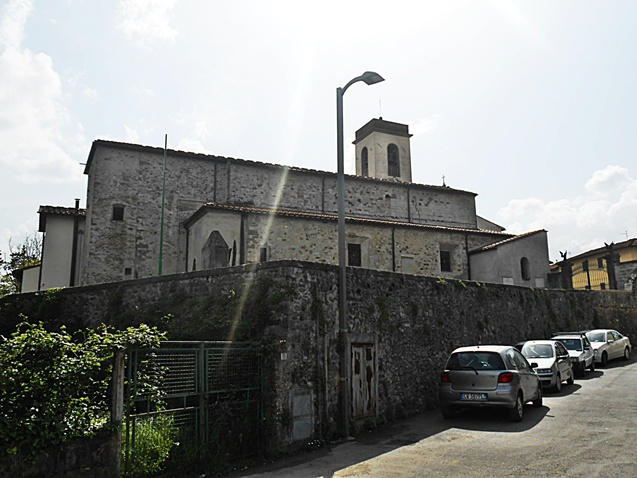
Vista laterale
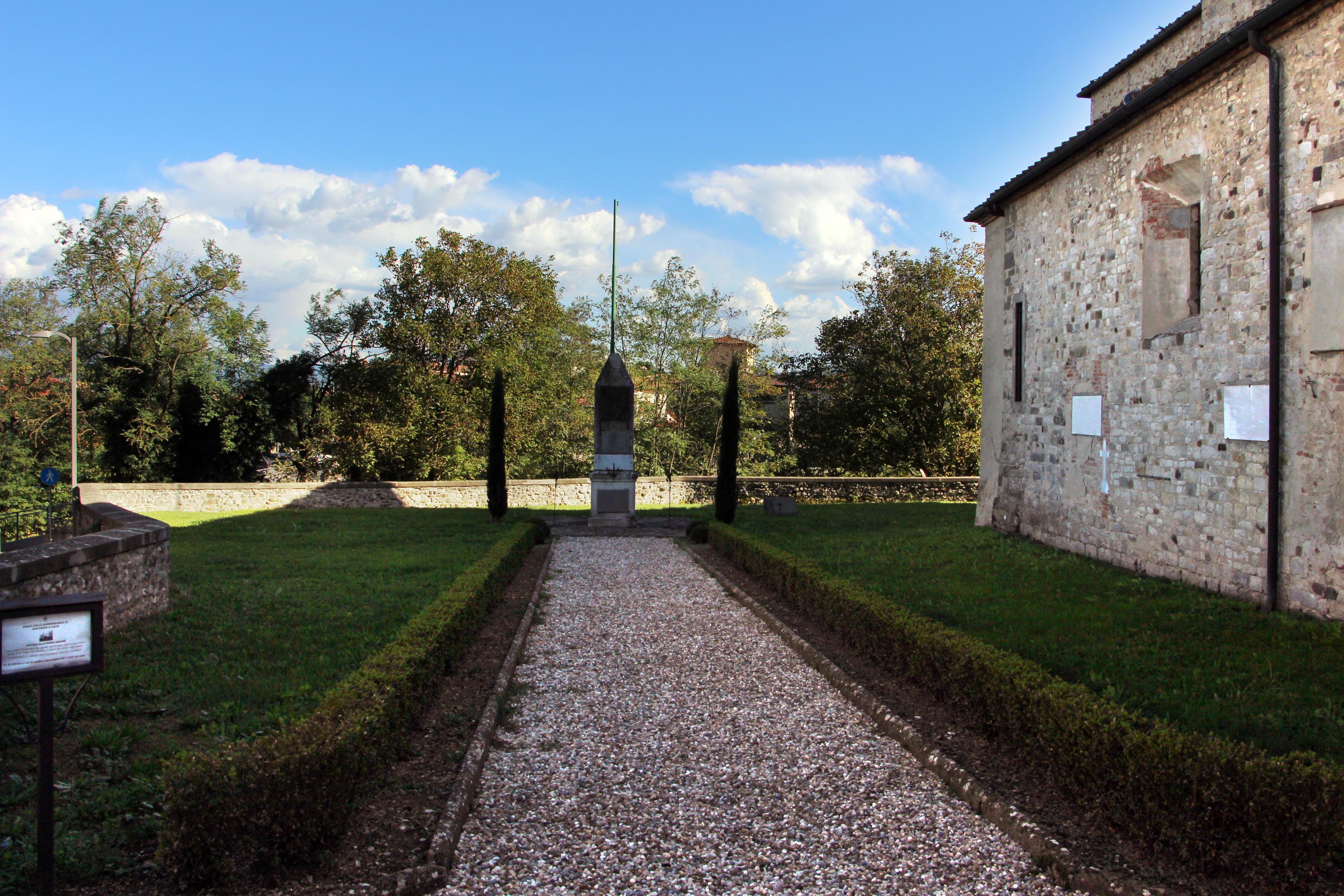
Monumento ai caduti della I Guerra Mondiale
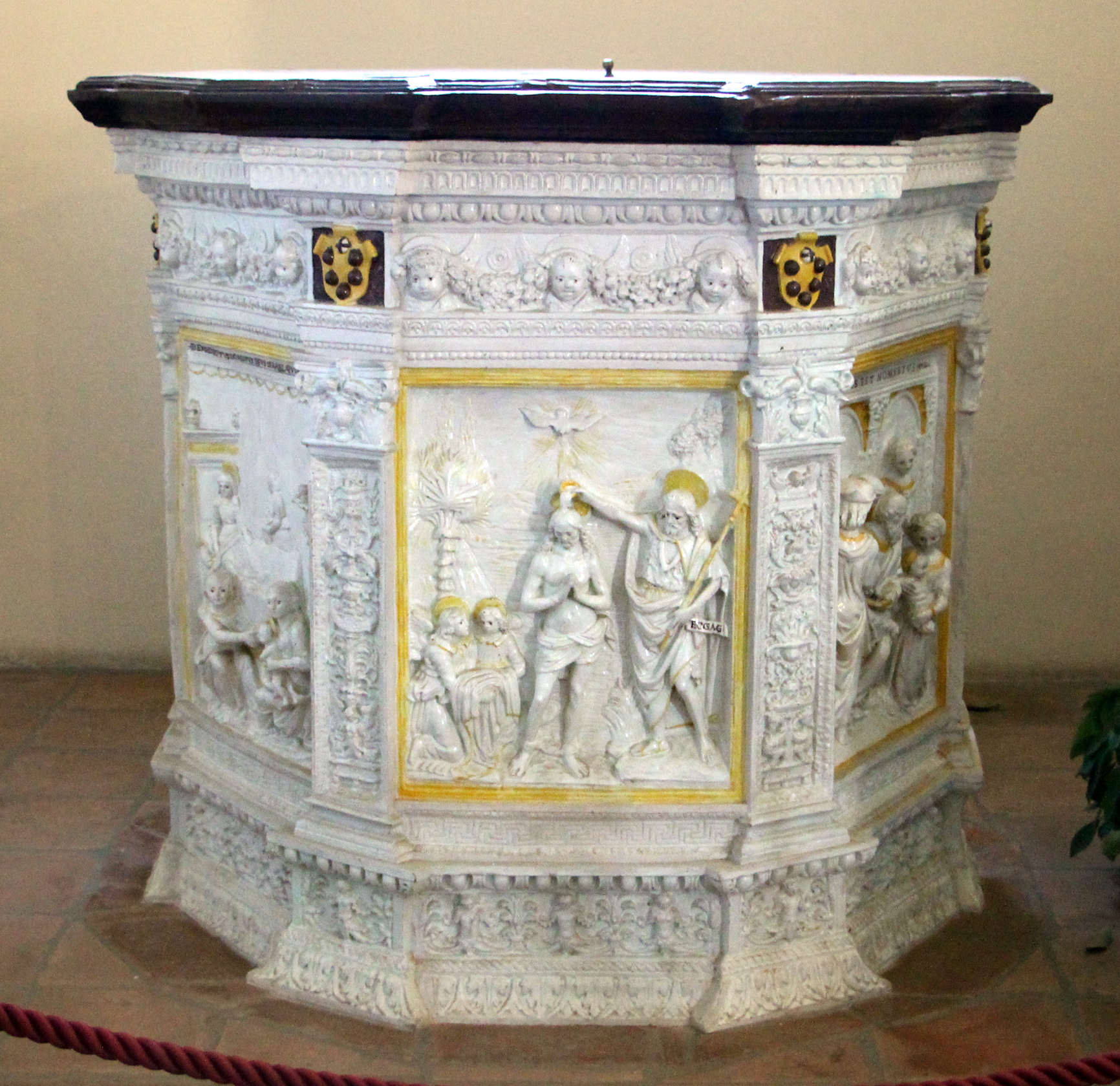
Fonte battesimale
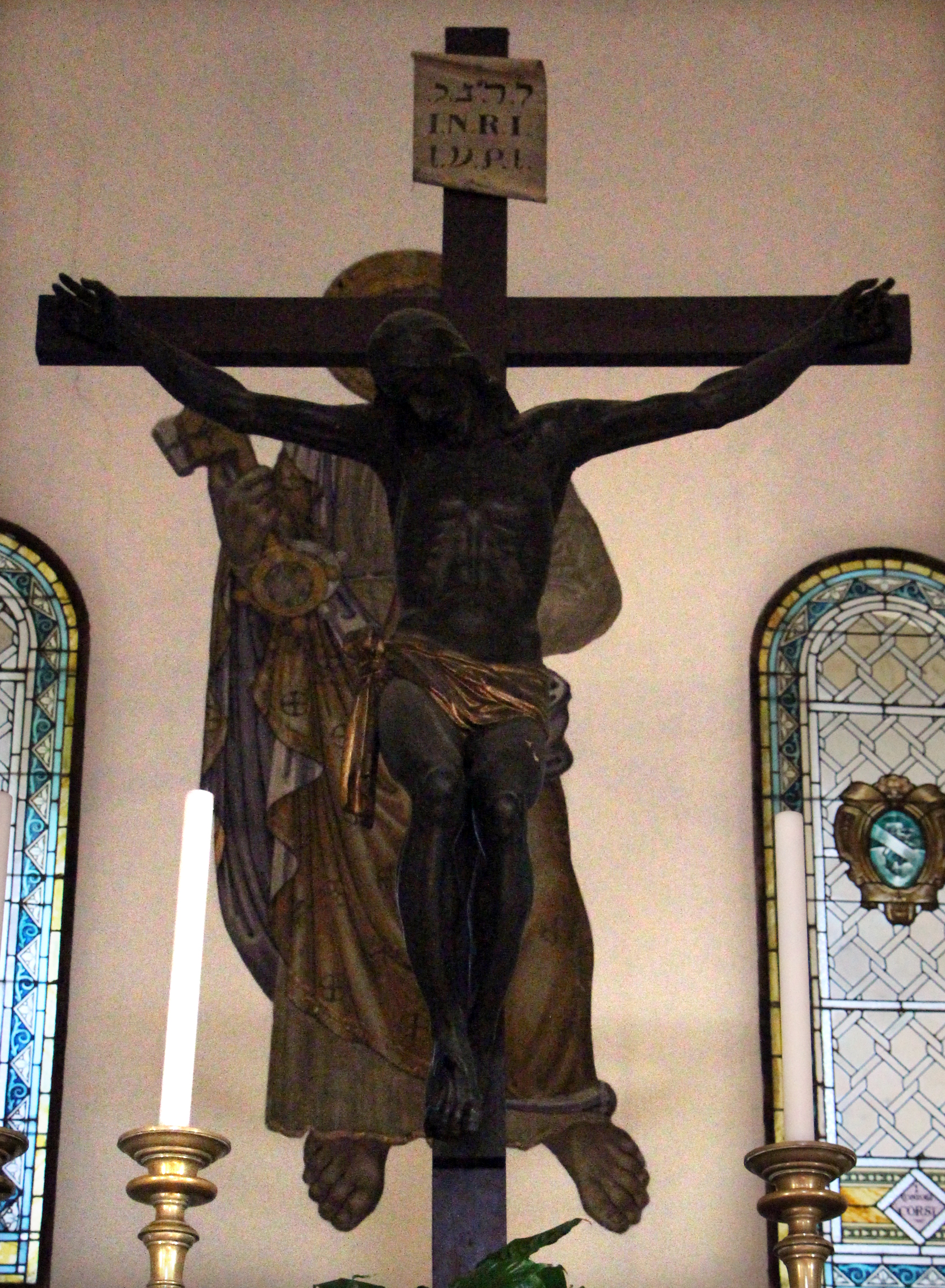
Crocifisso